# 유지훤
유지훤(柳志烜, 1955년 10월 4일 ~ )은 전 KBO 리그 OB 베어스의 내야수이다.

## 선수 시절

### OB 베어스시절
1982년에 입단하여 내야수로 활동하다가 1988년 시즌 후 선수 생활을 마감했다.

## 야구선수 은퇴 후
1989년부터 코치 생활을 시작해 OB 베어스, 쌍방울 레이더스, 두산 베어스, 한화 이글스에서 코치로 활동했다.
2005년 김인식이 감독으로 부임한 후 줄곧 한화 이글스의 수석코치를 역임하던 중, 2009년 성적 부진과 팀 리빌딩이라는 명목 하에 재활군 코치로 보직이 변경됐고 시즌 후 재계약에 실패했다. 2014년 1월 7일 두산 베어스 2군 코치로 11년만에 복귀했고, 2015년 시즌 중후반부터 수석코치를 맡았다.

## 에피소드
- 1987년 해태 타이거즈와의 플레이오프 5차전에서 9회말 2아웃 때 결정적인 실책을 범하며 동점을 허용했다. 이 날 OB 베어스는 연장 10회 최일언의 끝내기 폭투로 해태 타이거즈가 5차전에서 승리하며 1987년 한국시리즈 진출에 실패했다.[4]

## 출신 학교
- 부산 대신초등학교
- 부산 대동중학교
- 서울 대광고등학교

## 통산 기록
| 년도 | 팀    | 타율  | 경기수 | 타수 | 안타 | 2루타 | 3루타 | 홈런 | 타점 | 득점 | 도루 | 도루 실패 | 4사구 | 삼진 | 병살타 | 희생타 | 장타율 |
| ---- | ----- | ----- | ------ | ---- | ---- | ----- | ----- | ---- | ---- | ---- | ---- | --------- | ----- | ---- | ------ | ------ | ------ |
| 1982 | OB    | 0.252 | 80     | 274  | 69   | 14    | 2     | 4    | 38   | 29   | 12   | 6         | 17    | 15   | 4      | 8      | 0.361  |
| 1983 | OB    | 0.212 | 87     | 250  | 53   | 8     | 1     | 0    | 18   | 24   | 3    | 5         | 15    | 17   | 8      | 17     | 0.252  |
| 1984 | OB    | 0.208 | 63     | 130  | 27   | 1     | 0     | 3    | 20   | 13   | 2    | 3         | 7     | 13   | 6      | 5      | 0.285  |
| 1985 | OB    | 0.209 | 107    | 321  | 67   | 9     | 4     | 3    | 35   | 32   | 5    | 9         | 24    | 34   | 9      | 11     | 0.290  |
| 1986 | OB    | 0.270 | 100    | 330  | 89   | 8     | 2     | 2    | 37   | 31   | 8    | 2         | 25    | 27   | 7      | 11     | 0.324  |
| 1987 | OB    | 0.205 | 95     | 263  | 54   | 9     | 3     | 0    | 18   | 29   | 3    | 4         | 22    | 17   | 11     | 9      | 0.262  |
| 1988 | OB    | 0.201 | 95     | 239  | 48   | 5     | 3     | 0    | 21   | 15   | 5    | 1         | 19    | 18   | 9      | 9      | 0.247  |
| 통산 | 7시즌 | 0.225 | 627    | 1807 | 407  | 54    | 15    | 12   | 187  | 173  | 38   | 30        | 129   | 141  | 54     | 70     | 0.292  |